# Topolnitsa (vattendrag i Bulgarien, Pazardzjik)
Topolnitsa (bulgariska: Тополница) är ett vattendrag i Bulgarien.   Det ligger i regionen Pazardzjik, i den centrala delen av landet, 100 km sydost om huvudstaden Sofia.
Trakten runt Topolnitsa består till största delen av jordbruksmark. Runt Topolnitsa är det ganska tätbefolkat, med 192 invånare per kvadratkilometer.